# Линьяно-Саббьядоро
Линьяно-Саббьядоро (итал. Lignano Sabbiadoro) — морской курорт на итальянском Адриатическом побережье в регионе Фриули-Венеция-Джулия с населением 6837 человек (по состоянию на 31 декабря 2019 года). Курорт состоит из трех частей: Саббьядоро (на северо-востоке), Пинета и Ривьера (в устье Тальяменто), занимает площадь 16 км². Почтовый индекс — 33054. Телефонный код — 0431.
Покровителем населённого пункта считается святой Иоанн Боско.

## Спорт
В 2012 и 2014 году в городе проходил чемпионат Европы по плаванию в ластах.

## Известные жители
Джорджо Щербаненко (1911—1969) — итальянский писатель русско-украинского происхождения, один из родоначальников итальянского криминального романа.

## Демография
Динамика населения:

## Администрация коммуны
- Официальный сайт: http://www.comune.lignano-sabbiadoro.ud.it

- Официальный сайт населённого пункта  (итал.)
- Национальный институт статистики  (итал.)
- http://www.istat.it/english/ Архивная копия от 7 декабря 2009 на Wayback Machine